# Cryphaea pusilla
Cryphaea pusilla là một loài rêu trong họ Cryphaeaceae. Loài này được Müll. Hal. mô tả khoa học đầu tiên năm 1902.